# Wek III Batang Toru
Wek III Batang Toru is een bestuurslaag in het regentschap Tapanuli Selatan van de provincie Noord-Sumatra, Indonesië. Wek III Batang Toru telt 879 inwoners (volkstelling 2010).